# Спокойна
Спокойна (пол. Spokojna) — село в Польщі, у гміні Слава Всховського повіту Любуського воєводства.
Населення — 151 особа (2011).
У 1975-1998 роках село належало до Зеленогурського воєводства.

## Демографія
Демографічна структура станом на 31 березня 2011 року:
|          | Загалом | Допрацездатний вік | Працездатний вік | Постпрацездатний вік |
| -------- | ------- | ------------------ | ---------------- | -------------------- |
| Чоловіки | 73      | 18                 | 47               | 8                    |
| Жінки    | 78      | 20                 | 45               | 13                   |
| Разом    | 151     | 38                 | 92               | 21                   |